# Claoxylon extenuatum
Claoxylon extenuatum är en törelväxtart som beskrevs av Airy Shaw. Claoxylon extenuatum ingår i släktet Claoxylon och familjen törelväxter. Inga underarter finns listade i Catalogue of Life.